# Chase Manhattan Bank
Die Chase Manhattan Bank war eine US-amerikanische Bank, die beim Zusammenschluss von Chase National Bank und Bank of the Manhattan Company im Jahr 1955 entstand.

## Geschichte
Die Bank of the Manhattan Company wurde 1799 von Aaron Burr gegründet. Der Name der Chase National Bank verweist auf den früheren US-Finanzminister Salmon P. Chase, der das Papiergeld einführte. Der Name wurde ihm zu Ehren bei der Gründung vier Jahre nach seinem Tod gewählt. In den 1930er Jahren war die Bank mit John D. Rockefeller II.s Equitable Trust Bank verschmolzen worden.
In den 1950er-Jahren stand die Chase National Bank unter starkem Einfluss der Familie Rockefeller, was aus dem Zusammenschluss in den 1930er Jahren resultierte. Die Bank wurde von John J. McCloy geführt. Obwohl die Chase National Bank die größere der beiden Banken war, wurde der Zusammenschluss als Übernahme der Chase National Bank durch die Bank of Manhattan Company organisiert, um den Anteilseignern Rechnung zu tragen. Im Jahr 1961 wurde das Chase-Oktagon als neues Logo eingeführt, welches von Chermayeff & Geismar entwickelt wurde und noch heute verwendet wird. Zur damaligen Zeit war die Verwendung von abstrakten Unternehmenslogos noch wenig verbreitet.
Unter David Rockefeller wurde die Bank Teil einer Holding, der Chase Manhattan Corporation. Mitte der 1970er Jahre war die Chase Manhattan Bank mit etwa 100 Milliarden DM Bilanzsumme drittgrößtes Geldinstitut der Welt. Im Jahr 1996 wurde die Chase Manhattan Bank von der Chemical Bank übernommen. Das neue Unternehmen nahm aufgrund der größeren Bekanntheit im Ausland den Namen der übernommenen Chase an. Vier Jahre später, im Jahr 2000, wurde mit dem Erwerb des Finanzunternehmen Robert Fleming & Co. der letzte Zukauf in der Geschichte der Chase Manhattan Bank getätigt. Noch im selben Jahr schlossen sich die Chase Manhattan Corporation und die J.P. Morgan & Co. Incorporated zur J.P. Morgan Chase & Co. (auch JPMorgan Chase) zusammen.